# Си Ен Ен Тюрк
Си Ен Ен Тюрк (на турски: CNN Türk) е новинарски телевизионен канал в Турция, версия на Си Ен Ен. 50 процента от собствеността му е на американската компания Търнър Броудкастинг Систъм, а другите 50 процента собственост на турската компания „Демирьорен груп“ (от 2018 г.). Седалището на канала е разположено в Багджълар, Истанбул. Каналът стартира излъчване на 11 октомври 1999 г., като в периода от 1999 до 2018 г. 50% от собствеността му е на турската компания „Доган медия груп“.

## Критики
През 2013 г. CNN Türk е сред турските новинарски канали, които са критикувани, че не отразяват антиправителствените протести в парка Гези. На 2 юни 2013 г. в 1:00 сутринта CNN Türk излъчва документален филм за пингвините, докато CNN International отразява с пряко предаване протестите в Турция.
През 2014 г. CNN Türk излъчва документален филм за пчелите по време на големи протести, предприето от турските кюрди срещу отказа на турското правителство да подкрепи кюрдските бойци, които се бият срещу Ислямска държава в Кобани, Сирия.
На 15 юли 2016 г. CNN Türk е принуден да спре излъчване от войници, по време на опита за преврат в Турция през 2016 г.
През февруари 2020 г. Републиканската народна партия (CHP) обявява бойкот на CNN Türk. Тунджай Йозкан от CHP заявява, че телевизионният канал действа като рекламна агенция за правителството на Реджеп Ердоган. Той обявява че никой политик от CHP няма да участва в дебатите на CNN Türk и съветва изобщо да не се гледа каналът.